# Cantó de Dunkerque-Oest
El cantó de Dunkerque-Oest (neerlandès Kanton Duinkerke-West) és una divisió administrativa francesa situat al departament del Nord a la regió dels Alts de França. Forma part del Westhoek (Flandes francès)

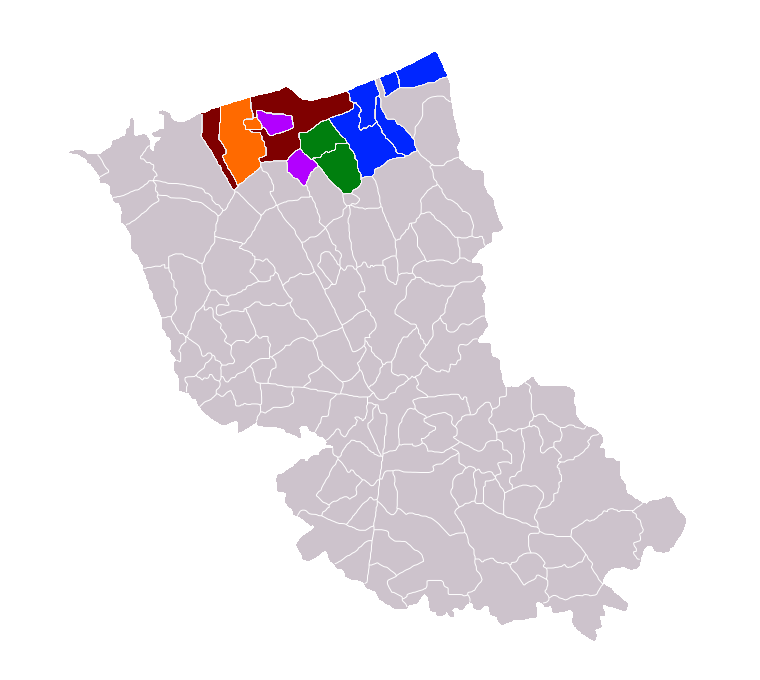
Dunkerque i els seus cantons:
cantó de Dunkerque-Est
cantó de Dunkerque-Oest
cantó de Coudekerque-Branche
cantó de Grande-Synthe

## Composició
El cantó aplega 3 comunes: 
| Nom francès        | Nom flamenc | Població | Codi Postal         | Codi INSEE |
| Cappelle-la-Grande | Kapelle     | 8.613    | 59180               | 59131      |
| Dunkerque          | Duinkerke   | 70.850   | 59140, 59240, 59640 | 59183      |
| Saint-Pol-sur-Mer  | Sint-Pols   | 23.337   | 59430               | 59540      |

## Demografia
| 1962 | 1968   | 1975   | 1982   | 1990   | 1999   | 2006   |
| ---- | ------ | ------ | ------ | ------ | ------ | ------ |
| -    | 24.807 | 28.829 | 32.241 | 32.740 | 31.950 | 50.119 |

## Història
| Data d'elecció                           | Identitat        | Partit | Qualitat |
| ---------------------------------------- | ---------------- | ------ | -------- |
| 2001-2008                                | Philippe Paresys | PS     |          |
| 2008-                                    | Marie Fabre      | PS     |          |
| les dades anteriors no són pas conegudes |                  |        |          |
|                                          |                  |        |          |